# Montville (Connecticut)
Montville es un pueblo ubicado en el condado de New London en el estado estadounidense de Connecticut. En el año 2005 tenía una población de 19,612 habitantes y una densidad poblacional de 180 personas por km².

## Geografía
Montville se encuentra ubicado en las coordenadas 41°27′50″N 72°09′20″O / 41.46389, -72.15556.

## Demografía
Según la Oficina del Censo en 2000 los ingresos medios por hogar en la localidad eran de $55,086 y los ingresos medios por familia eran $61,643. Los hombres tenían unos ingresos medios de $40,922 frente a los $30,206 para las mujeres. La renta per cápita para la localidad era de $22,357. Alrededor del 4.1% de la población estaban por debajo del umbral de pobreza.